# Anđela Mužinić
Anđela Mužinić, née le 1er novembre 1992 à Split, est une pongiste handisport croate concourant en classe 3 pour les athlètes paraplégiques. Après l'argent par équipes à Rio en 2016, elle remporte le bronze à Tokyo 2020 dans la même catégorie.

## Carrière
Lors des Jeux paralympiques d'été de 2020, elle éliminée en quart de finale de la compétition en individuel par la Suédoise Anna-Carin Ahlquist mais remporte la médaille d'argent par équipes avec Helena Dretar Karić, battues en finale par les Chinoises Li Qian et Xue Juan.
Aux Jeux paralympiques d'été de 2020, avec Karić, elles sont battues en demi-finale par la paire coréenne composée de Yoon Ji-yu et Lee Mi-gyu et termine avec une médaille de bronze.